# Hund (Einheit)
Ein Hund (zuweilen auch Hunt geschrieben) ist die Bezeichnung für verschiedene ehemals in Norddeutschland gebräuchliche Maße.

## Wortherkunft
Die Herkunft des Wortes ist unklar. Nach Adelung erschien der Begriff schon in niedersächsischen Urkunden des 13. Jahrhunderts. Es ist anzunehmen, dass das Wort wohl auf die früher gebräuchliche Bezeichnung hund für die Zahl 100 Bezug nimmt.

## Maße
Einmal war es ein Torfmaß und wurde 60 bis 70, nach anderen Angaben aber auch bis zu 100 sogenannten großen Körben gleichgesetzt. (Siehe dazu hier: Größe von Hunds.)
Die zweite Form war ein Ackermaß und entsprach 1/6 Morgen in Oldenburgischen. Zu anderen Maßen waren diese Beziehungen:
- 1 Hund entsprach 59 ½ Juck (altes Maß), auch Jück, oder 400 Geviertfuß im Herzogtum Oldenburg.
- Bremen: 1 Hund = 1/5 Morgen (Fläche etwa 20 Ruten lang, 4 Ruten breit)[2]

In Bremen war ein Hund/Hunt mit Torf durch die Verordnung vom 19. Oktober 1829 (Korrekturverordnung) vorgeschrieben. Es sollten 60 Baumträgerkörbe  mit 108 Soden oder 80 Wagenkörbe mit 81 Soden sein. 60 Soden fasste man zu einem Bund zusammen.
- 1 Hund = 560 Kubikfuß = 13,567 Kubikmeter
- 1 Kubikmeter = 0,074 Hund